# Церковь Покрова Пресвятой Богородицы (Демидов)
 Храм Покрова Пресвятой Богородицы г. Демидов — Русская Православная Церковь, Смоленская митрополия, Смоленская епархия, Демидовское благочиние.

## История
Строительство началось в 1857 году усилиями главы семейства Дмитрия, а после его смерти продолжили его наследники братья Иван и Василий. Изначально храм был кладбищенским, а с 14 февраля 1865 года — приходским.
Куксины заложили фундамент единого алтарного храма, но в 1865 году планировали расширить здание за счет расширения двух границ, на что 10 октября 1865 года с благословения правящего епископа и разрешения строительной комиссии духовного пресвитерия была получена.
17 октября после литургии состоялась торжественная закладка камня в основание южного предела, который решили посвятить памяти русских святителей — Митрофана Воронежского и Тихона Задонского.26 октября состоялся чин закладки северного придела, посвящённого преподобным Сергию Радонежскому и Нилу Столобенскому. Строительство завершено не позднее 1867 г.
Покровская церковь была закрыта 10 февраля 1941 года. Во время оккупации храм был открыт для богослужений. В связи с коротким периодом между истечением срока и возобновлением литургической жизни в Покровской церкви сохранился дореволюционный трехъярусный иконостас, хотя серебряные рамы и многие иконы были утеряны. После окончания войны церковь оставалась открытой и впоследствии не закрывалась.
В 1871 году на средства братьев Куксиных рядом с храмом была построена каменная богадельня. Церковь Покрова, репрессированная в 30-х годах прошлого века.
После окончания войны церковь оставалась действующей и впоследствии не закрывалась. В годы «хрущевских гонений» и во время брежневского «застоя» в церкви сменилось несколько настоятелей, что отразилось на жизни прихода. Политика уполномоченных по вере заключалась в том, чтобы гарантировать, что церковь не вела глубокую религиозную жизнь и чтобы священники были скорее простыми исполнителями, чем пастырем. Все вышеперечисленное нашло отражение в Покровской церкви: ремонт не производился, кладбище было запущено, ограда и церковь нуждались в капитальном ремонте.
Возрождение церкви и стабилизация приходской жизни началось с назначением сюда иеромонаха Сергия (Зятькова) в 1988 году. Были проведены необходимые ремонты в храме и в церковном доме, облагорожено кладбище, отреставрирована ограда. Благодаря отцу Сергию открылась воскресная школа и приходская библиотека, создан приличный для небольшого города хор. На богослужениях стала появляться молодежь, активно включавшаяся в возрождение прихода.
В 1994 году по его инициативе освящение речных вод на реке Гобза состоялось в день Крещения Господня.
1 сентября 1994 года в Покровской церкви состоялся истечение мира иконы Святого Николая. Первым поток мирры заметил иеромонах Сергий во время молебна за больного ребёнка перед изображением.
К 150-летию храма был проведён капитальный ремонт фасада: церковь снова оштукатурили и покрасили. Заменена луковица и установлен крест на колокольне.
С 2005 года по инициативе отца Александра в центральной районной библиотеке открыт Православный разговорный клуб.

## Духовенство
- Настоятель храма — протоиерей Александр Миронов[5]